# Заславско језеро
Заславско језеро (рус. Заславское водохранилище; блр. Заслаўскае вадасховішча) вештачко је језеро у централном делу Минске области у Белорусији. Налази се на свега око 10 километара северозападно од центра града Минска и настало је преграђивањем корита реке Свислач 1956. године. Налази се у североисточним деловима Минског побрђа на надморској висини од 212 метара. Интегрални је део Вилејско-минског хидросистема. Саграђено је са циљем да би се спречиле поплаве у Минску које су биле готово редовна појава сваког пролећа након топљења снега. Језеро често називају и Миншким морем (рус. Минское море; блр. Мінскае мора).
Језеро обухвата акваторију површине 31,1 км² и има максималну дужину до 10 километара, односно ширину до 4,5 километара. Макисмаллна дубина језера је до 8 метара, просечна око 3,5 метара. У време максималног водостаја од марта до маја запремина језера је 108,5 милиона кубних метара воде, док је минимална запремина око 50 милиона м³. На језеру се налази 10 мањих острва.
Дужина обалне линије језера је 55 километара. Под ледом је од прве половине децембра до средине априла, а дебљина леденог покривача се у просеку креће између 50 и 70 центиметара. Концентрација растворених минералних материја у језерској води креће се у вредностима од 190 до 340 милиграма по литру.
Брана којом је преграђено корито Свислача дугачка је 831 метар, широка до 10 метара и висине до 12 метара. Проток воде кроз брану је 180 м³/с. На брани се налази и мања хидроелектрана капацитета 0,125 хиљада киловат часова електричне енергије.
На месту где се у језеро улива река Свислач налази се град Заславје, а дуж целе обале језера налазе се бројни спортско-рекреациони центри.